# Agriades dealbata
Agriades dealbata är en fjärilsart som beskrevs av Ruggero Verity 1926. Agriades dealbata ingår i släktet Agriades och familjen juvelvingar. Inga underarter finns listade i Catalogue of Life.